# انتخابات الرئاسة القرغيزستانية 2011
انتخابات الرئاسة القيرغيزستانية 2011 هي الانتخابات الرئاسية التي جرت في 30 أكتوبر 2011، لانتخاب رئيس قرغيزستان، فاز بالانتخابات ألمازبيك أتامباييف.

## المرشحين
| المرشح             | الحزب | عدد الأصوات |
| ------------------ | ----- | ----------- |
| ألمازبيك أتامباييف |       |             |